# El apagón (álbum)
El Apagón es el segundo álbum del artista de Hip-Hop argentino, Dante Spinetta, lanzado el 12 de septiembre de 2007.

## Lista de canciones
1. En La Mía
2. Ponérmela En La Cara
3. Mis Presidentes Muertos
4. Olvídalo (Feat. Julieta Venegas)
5. Mundo
6. El Foguero (Feat. Tony Touch)
7. Seas Quien Seas
8. Pantera
9. Que Decís
10. El Apagón
11. El Día En Que Morí
12. Besos Y Joyas
13. Rock In It
14. La Guerra Del Audio

## Colaboraciones
El álbum cuenta con colaboraciones de la artista mexicana Julieta Venegas en el sencillo Olvídalo (anteriormente ya había participado con ella en Primer día). También colaboró con el Dj Tony Touch en el tema El fogueo. 
- Datos: Q8773561